# Latrunculiidae
Latrunculiidae is een familie van sponsdieren uit de klasse van de Demospongiae (gewone sponzen).

## Geslachten
- Cyclacanthia Samaai, Govender & Kelly, 2004
- Latrunculia du Bocage, 1869
- Sceptrella Schmidt, 1870
- Strongylodesma Lévi, 1969
- Tsitsikamma Samaai & Kelly, 2002